# Joji Kato
Joji Kato (加藤条治?, Katō Jōji; Yamagata, 6 febbraio 1985) è un pattinatore di velocità su ghiaccio giapponese.

## Palmarès

### Olimpiadi
- Bronzo a Vancouver 2010 nei 500 metri.

### Mondiali - Distanza singola
- Oro a Inzell 2005 nei 500 metri.
- Argento a Inzell 2011 nei 500 metri.
- Argento a Soči 2013 nei 500 metri.
- Bronzo a Nagano 2008 nei 500 metri.

### Giochi asiatici
- Oro a Astana/Almaty 2011 nei 500 metri.
- Bronzo a Aomori 2003 nei 500 metri.